# Geophis juliai
Espèce
Statut de conservation UICN

 VU B1ab(iii) : Vulnérable
Geophis juliai  est une espèce de serpents de la famille des Dipsadidae.

## Répartition
Cette espèce est endémique du Sud du Veracruz au Mexique. Elle se rencontre entre 150 et 600 m d'altitude.

## Étymologie
Cette espèce est nommée en l'honneur de Jordi Juliá-Zertuche.

## Publication originale
- Pérez-Higareda, Smith & López-Luna, 2001 : A new Geophis (Reptilia: Serpentes) from Southern Veracruz, Mexico. Bulletin of the Maryland Herpetological Society, vol. 37, no 2, p. 42-48.